# Karl-Petter Thorwaldsson
Karl-Petter Thorwaldsson, tidigare folkbokförd Carl Petter Niclas Torvaldsson, född 26 december 1964 i Kosta i Ekeberga församling i Kronobergs län, är en svensk politiker och tidigare fackföreningsledare. Thorwaldsson var mellan 2021 och 2022 näringsminister i regeringen Andersson.
Han var ordförande för Landsorganisationen i Sverige (LO) 2012–2020, och har tidigare varit ordförande för Sveriges socialdemokratiska ungdomsförbund (SSU) 1990–1995 och för Arbetarnas bildningsförbund (ABF) 2004–2012.

## Biografi
Thorwaldsson växte upp i Kosta i Kronobergs län som son till en glasblåsare. Han var SSU:s förbundsordförande 1990–1995. Tillsammans med Tomas Eneroth fortsatte han under denna tid att sprida det av Eneroth lanserade begreppet egenmakt. Thorwaldsson satt i styrelsen för Förvaltningsstiftelsen för SVT, SR och UR och var tidigare ABF:s ordförande samt ombudsman för IF Metall.
Thorwaldsson utredde på regeringen Perssons uppdrag föräldraförsäkringen och lade därefter fram förslag kring kvoterad föräldraförsäkring. Efter att ha debatterats under Socialdemokraternas partikongress i Malmö 2005 har förslagen dock hamnat i skymundan.
Den 11 maj 2012 föreslogs han av LO:s valberedning till ny ordförande efter Wanja Lundby-Wedin och valdes av en enig LO-kongress till ordförande den 26 maj 2012. Han lämnade ordförandeskapet 2020. Från 1 mars 2021 är han senior rådgivare hos stålföretaget SSAB.
Thorwaldsson sommarpratade i Sveriges Radio P1 den 19 juli 2015.
Den 30 november 2021 utsågs Thorwaldsson till näringsminister i regeringen Andersson.
Thorwaldsson har smeknamnet "Kålle".